# Arcidiocesi di Fasi
L'arcidiocesi di Fasi (in latino Archidioecesis Phasiana) è una sede soppressa e sede titolare della Chiesa cattolica.

## Storia
Fasi era un'antica città sulla costa orientale del mar Nero, nei pressi dell'odierna città di Poti in Georgia. Essa fu sede metropolitana della regione della Lazica (Colchide).
Nella Notitia Episcopatuum dello pseudo-Epifanio, composta durante il regno dell'imperatore Eraclio I (circa 640), la sede di Fasi è elencata al 27º posto nell'ordine gerarchico delle metropolie del patriarcato di Costantinopoli. In questa Notitia le sono attribuite quattro diocesi suffraganee: Rodopoli, Sesina, Petra e Zigana. La metropoli e le sue suffraganee non appaiono più nella Notitia Episcopatuum attribuita all'imperatore Leone VI e databile all'inizio X secolo.
Infatti l'ultimo arcivescovo noto di Fasi è Teodoro che prese parte al concilio del 680 e a quello in Trullo del 692. Durante il concilio ecumenico del 787, il metropolita Cristoforo appone in due occasioni la sua firma ai decreti conciliari; la prima volta firma come vescovo di Fasi o Trebisonda, la seconda volta semplicemente come vescovo di Trebisonda. Jean Darrouzès conclude che, a quell'epoca, la sede di Fasi era solo un ricordo, un titolo aggiunto ai vescovi di Trebisonda.
Tra gli arcivescovi di Fasi si ricorda in modo particolare Ciro, che nel 631 divenne patriarca di Alessandria: fu uno degli artefici del monotelismo e l'ultimo prefetto bizantino d'Egitto. Oltre a Teodoro e a Ciro, Michel Le Quien aggiunge Giorgio, che potrebbe corrispondere, con il beneficio del dubbio, al predecessore di Ciro sulla cattedra alessandrina.
Dal 1925 Fasi è annoverata tra le sedi arcivescovili titolari della Chiesa cattolica; la sede è vacante dal 28 maggio 1976.

## Cronotassi

### Arcivescovi greci
- Giorgio ? †
- Ciro † (prima del 622 - 631 nominato patriarca di Alessandria)
- Teodoro † (prima del 680 - dopo il 692)

### Arcivescovi titolari
- Costantino Aiuti † (28 maggio 1925 - 29 luglio 1928 deceduto)
- William Mark Duke † (10 agosto 1928 - 5 ottobre 1931 succeduto arcivescovo di Vancouver)
- Ivanios (Giovanni) Giorgio Tommaso Panickerveetil † (13 febbraio 1932 - 11 giugno 1932 nominato arcieparca di Trivandrum dei siro-malankaresi)
- Jacques Leen, C.S.Sp. † (1º agosto 1933 - 19 dicembre 1949 deceduto)
- Louis-Gabriel-Xavier Jantzen, M.E.P. † (24 ottobre 1950 - 28 agosto 1953 deceduto)
- Henri Audrain † (3 febbraio 1954 - 2 marzo 1955 succeduto arcivescovo di Auch)
- Arturo Mery Beckdorf † (20 aprile 1955 - 28 maggio 1976 deceduto)